# Gephyromantis zavona
A Gephyromantis zavona  a kétéltűek (Amphibia) osztályába és  a békák (Anura) rendjébe aranybékafélék (Mantellidae) családjába tartozó faj. 

## Előfordulása
Madagaszkár endemikus faja. A sziget északnyugati részén, a Tsaratanana Rezervátumtól a Manongarivo-masszívumig, 800–1000 m-es tengerszint feletti magassságban honos.

## Nevének eredete
Nevét a malgas nyelvnek a sziget északi részén beszélt változatának zavona (köd) szavából alkották, utalva azokra a körülményekre, melyekkel a fajt leíró kutatók találkoztak. A nap csak kora délelőtt sütött ki, a többi része ködös, esős volt.

## Megjelenése
Közepes méretű Gephyromantis faj. A  hímek testhossza 35–41 mm, a nőstényeké 41–44 mm. Nagyon hasonlít a Gephyromantis granulatus fajra, de annál némileg kisebb, orra rövidebb, és combmirigyei kevésbé feltűnőek. A legtöbb egyed felső ajka mentén nem látható folytonos világos csík.

## Természetvédelmi helyzete
A vörös lista a veszélyeztetett fajok között tartja nyilván. Egy-egy helyen nagy számban fordul elő. Két védett területen, a Tsaratanana Rezervátumban és a Manongarivo Rezervátumban. Csak érintetlen esőerdőkben él. Élőhelyének területe folyamatosan csökken a mezőgazdaság, a fakitermelés, a szénégetés, az invázív eukaliptuszfajok terjedése, a legeltetés, és a lakott települések terjeszkedése következtében.